# Sonderkommando Elbe
Sonderkommando Elbe era el nombre de una agrupación de combate de la Luftwaffe a fines de la Segunda Guerra Mundial, con el objetivo casi suicida de derribar bombarderos aliados embistiéndolos. Sonderkommando significa comando especial, y el Elbe (Elba) es un río que corre a través de Alemania hasta el Mar del Norte. A finales de la guerra, la Luftwaffe aún mantenía un importante reserva de aviones, pero la carencia de pilotos bien entrenados y la falta de combustible fueron dos componentes que hicieron buscar soluciones no tradicionales para que la aviación nazi pudiera mantener la defensa del Reich. Una de estas medidas desesperadas fue la creación del Sonderkommando Elbe. A pesar de las sombrías perspectivas de supervivencia de esa misión, la unidad no era una verdadera "unidad de suicidio" como las japonesas, ya que al contrario de los pilotos nipones, se esperaban que los  pilotos pudieran eyectarse justo antes de colisionar con las aeronaves aliadas, o después de chocar.
El avión de elección para esta misión un Bf 109, el cual fue despojado de blindaje y armamento. Para lograr esta misión, los pilotos suelen apuntar a una de las tres zonas sensibles de los bombarderos. La parte más fácil de golpear de un bombardero aliado era el timón y/o el timón de profundidad junto con la cola de montaje, con sus delicadas superficies de control sobre el elevador y el timón. Otro posible objetivo fueron las góndolas de motor, conectado al sistema de combustible altamente explosivo, harían explotar al bombardero enemigo. El tercer objetivo era también el más horrible en términos del costo de vidas humanas,  era la cabina.
La única misión de vuelo el 7 de abril de 1945, en ese día despegaron 120 Bf 109 destinados a esta misión. Mientras que solo  15 bombarderos aliados fueron atacados de esta manera, ocho fueron destruidos con éxito. Los registros de la Luftwaffe dicen que por lo menos 22 a 24 aviones estadounidenses fueron víctimas de la unidad Sonderkommando Elbe.

## Pilotos del Sonderkommando Elbe que lograron cumplir su objetivo
| Nombre                          | Unidad | Derribo                                                                        | Estado luego del choque                                       |
| ------------------------------- | ------ | ------------------------------------------------------------------------------ | ------------------------------------------------------------- |
| Heinrich Rosner                 | JG.102 | 2 B-24 Liberator del Grupo de Bombardeo 389                                    | Sobrevivió                                                    |
| Werner Linder                   | EJG.1  | 1 B-17 del Grupo de Bombardeo 388                                              | Murió                                                         |
| Eberhard Prock                  |        | 1 B-17 del Grupo de Bombardeo 452                                              | Murió mientras descendía en paracaídas                        |
| Reinhold Hedwig                 |        | 1 B-17 del Grupo de Bombardeo 452                                              | Muerto y derribado por un P-51 de Grupo de Caza 339           |
| Werner Zell                     |        | 1 B-17 del Grupo de Bombardeo 100                                              | Sobrevivió                                                    |
| Werner Zell                     |        | 1 B-17 del Grupo de Bombardeo 452                                              | Herido y derribado por un P-51                                |
| Horst Siedel                    |        | 1 B-17 del Grupo de Bombardeo 452                                              | Murió                                                         |
| Hans Nagel                      | JG.102 | 1 B-17 del Grupo de Bombardeo 490                                              | Murió tras ser derribado por la artillería de un segundo B-17 |
| Fritz Marktschaftel             |        |                                                                                | Sobrevivió                                                    |
| Klaus Hahn                      |        | 1 B-17 del Grupo de Bombardeo 487                                              | Sobrevivió pero fue herido en el brazo izquierdo por un P-51  |
| Heinrich Henkel                 |        | 1 B-24 Liberator llamado "Sacktime",Hora de Dormir, del Grupo de Bombardeo 467 | Sobrevivió                                                    |
| Piloto desconocido de un Bf 109 |        | 1 B-17 del Grupo de Bombardeo 100                                              | Murió                                                         |
| Piloto desconocido de un Bf 109 |        | 1 B-17 del Grupo de Bombardeo 490                                              | Murió                                                         |